# Ronan Farrow
Satchel Ronan O'Sullivan Farrow, conegut simplement com a Ronan Farrow   (Nova York, 19 de desembre de 1987), és un periodista i escriptor nord-americà. És reconegut pels seus reportatges d'investigació sobre les denúncies d'abús sexual contra el productor de cinema Harvey Weinstein, que va ser publicat a The New Yorker, i pel qual la revista va guanyar, al costat de The New York Times, el Premi Pulitzer al Servei Públic el 2018. Farrow és fill de l'actriu i activista Mia Farrow i del cineasta i actor Woody Allen.
Les seves investigacions posteriors van exposar acusacions contra el polític Eric Schneiderman, l'executiu de mitjans Les Moonves i l'advocat i jurista del Tribunal Suprem Brett Kavanaugh. Farrow fa també aparicions regulars al programa matinal Today. Abans de dedicar-se al periodisme, Farrow va exercir càrrecs al servei públic com a portaveu d'UNICEF i com a assessor al Departament d'Estat dels Estats Units. El 2018, Time el va incloure a la seva llista de les 100 persones més influents del món.

## Estudis
De petit, Farrow es va saltar alguns anys escolars i va prendre cursos universitaris a l'estiu amb el Centre per a Joves Talentosos, després d'haver realitzat el SAT als 8 o 9 anys. Per als 10 anys havia viatjat a Àfrica amb la seva mare i tingut converses privades amb Nelson Mandela sobre el poder de la protesta pacífica.
Va entrar al Bard College de Simon's Rock, Massachusetts, als 11 anys, convertint-se en l'estudiant més jove a matricular-se en aquesta institució. Va ser també el seu graduat més jove, obtenint una llicenciatura en Filosofia als 15. Als 21 va entrar de la Facultat de Dret de Yale, abans d'anar a Oxford amb una beca Rhodes per estudiar relacions internacionals.

## Carrera

### En el servei públic

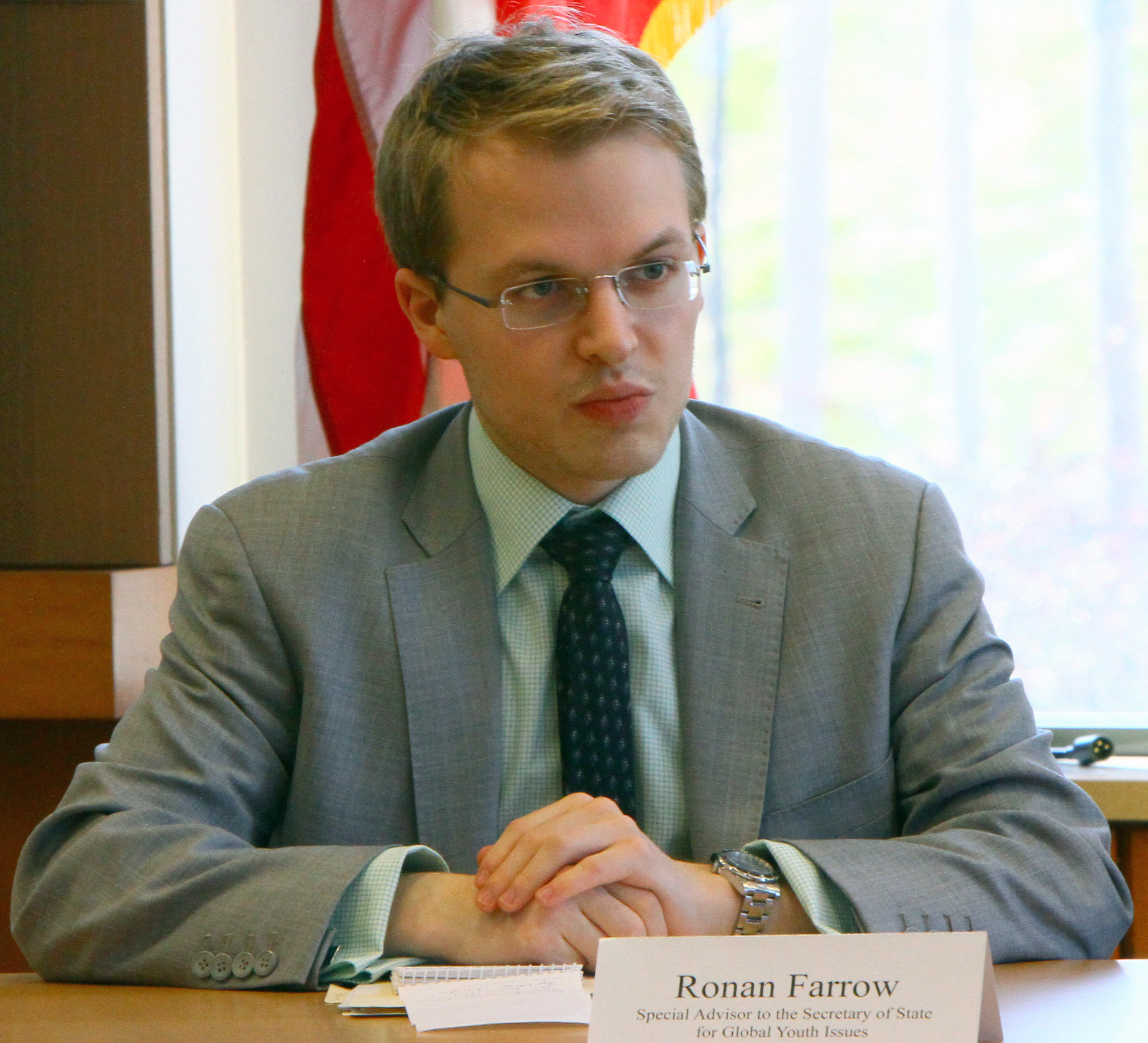
Farrow el 2012.

Als 16 va treballar com a escriptor de discursos per a Richard Holbrooke, durant la campanya presidencial del demòcrata John Kerry (2004), temps en el qual va estar vivint amb Diane Sawyer i Mike Nichols, ja que era molt jove per tenir el seu propi apartament. Als 17 va ser portaveu de la joventut a UNICEF i advocador per les dones i els nens atrapats en la crisi a la regió sudanesa de Darfur. Durant aquest temps va treballar a Eritrea, a Nigèria amb grups contra l'epidèmia de sida, en els esforços de reconstrucció d'Angola durant la postguerra, i també va recórrer les universitats del Sudan com a representant de l'ara desapareguda organització Xarxa d'Intervenció del Genocidi. Després d'això, Farrow va dirigir un projecte per als Centres per al Control de Malalties sobre el trastorn per estrès posttraumàtic a Kibera (Nairobi), després de la violència postelectoral a Kenya.
Amb 20 anys, durant l'Administració Obama, es trobava treballant al Departament d'Estat com Assessor Especial per a Assumptes Humanitaris i d'ONG, a l'Oficina de Richard Holbrooke, Representant Especial per a l'Afganistan i Pakistan; càrrec en què va estar per dos anys. El 2010 va aprovar l'examen del Col·legi d'Advocats de l'Estat de Nova York. El juny del 2011 va ser nomenat consultor especial per a assumptes globals de la joventut de la secretària d'Estat Hillary Clinton, i director de l'Oficina d'Afers Globals de la Joventut del Departament d'Estat.

### En el periodisme
El 2013, mentre vivia al Magdalen College, va ser contactat per MSNBC per fer un programa. El mateix es va estrenar el 23 de febrer del 2014 amb el nom Ronan Farrow Daily, sent el programa amb menys índex d'audiència del canal aquell dia. Aquest va ser cancel·lat a principis de 2015. Farrow va continuar com a corresponsal de NBC News treballant en reportatges d'investigació per al segment Undercovered del programa Today. El mateix va ser estrenat al juny de 2015 amb l'enfocament de cobrir històries que no reben prou atenció.

## Vida personal
Farrow és el quart fill biològic de l'actriu Mia Farrow i l'únic fill biològic del cineasta i actor Woody Allen; d'aquest últim, està totalment allunyat. Té 13 germans, 10 adoptats d'altres països i diversos amb discapacitats. Els seus primers noms honren al llançador del Saló de la Fama del Beisbol, Satchel Paige, i a l'actriu Maureen O'Sullivan, la seva àvia materna; encara que ara és més conegut pel nom de Ronan. Se li va donar el cognom Farrow per evitar confusions amb un fill anomenat Allen a la seva família. En l'octubre de 2013, Mia Farrow va dir que el seu fill Ronan era possiblement fill de Frank Sinatra, el seu marit a la dècada dels 60. Ronan Farrow va comentar poc després a Twitter: «Escolteu, tots som *possiblement* fills de Frank Sinatra». I en un comentari més seriós del 2018 va dir «Woody Allen, legalment, èticament, personalment, va ser absolutament un pare a la nostra família», malgrat estar allunyat del seu pare.
Quan era adolescent i mentre realitzava un viatge al Sudan, Farrow va contreure una infecció en els ossos que va passar molt de temps sense ser tractada. Els següents 4 anys es va sotmetre a múltiples operacions per les quals va passar diversos períodes en cadira de rodes i amb crosses. Segons explica, això el va fer desenvolupar un sentit «fonamental d'empatia».
El 1993, Woody Allen va demanar a Mia Farrow per la custòdia de Ronan — amb 6 anys i llavors conegut pel nom Satchel—, la seva germana Dylan de 7 anys i el seu germà Moses de 15. El jutge va donar la custòdia total a Mia Farrow, al·legant «serioses deficiències parentals» a Allen, que per aquell temps va ser acusat per la seva filla Dylan d'haver-la abusat sexualment l'any anterior. Tot plegat va fer que la premsa fos una presència intrusiva a la infantesa de Farrow. En el transcurs dels anys, Farrow es va esforçar per allunyar-se de la «dolorosament pública història» de la seva família i va evitar fer comentaris sobre les acusacions de la seva germana. Quan Dylan va voler fer públiques les seves acusacions una vegada més el 2013-2014, Farrow li va pregar no fer-ho per no perjudicar la seva imatge i haver d'enfrontar-se a periodistes, cosa que ara s'avergonyeix. Eventualment, Farrow va estudiar el cas «com advocat i com a periodista» i va trobar les seves acusacions creïbles; també va començar a parlar més obertament sobre el tema. Finalment, Farrow va declarar creure-li la seva germana en un editorial per a Hollywood Reporter anomenat "El meu pare, Woody Allen, i el perill de les preguntes sense preguntar (editorial)" (2016), on va quedar plasmada la seva història personal sobre el tema.
L'octubre del 2013 un escrit de Vice va afirmar que Farrow és gai i va criticar l'omissió d'aquest detall en reportatges anteriors sobre ell. Al mes, un altre escrit a Page Six va afirmar que és bisexual i que havia sortit amb algunes dones. Des de llavors ja s'esmentava el seu possible romanç amb l'exescriptor de discursos d'Obama, Jon Lovett, qui és obertament homosexual, sense que Farrow ho confirmés. L'abril del 2018, Farrow va declarar durant un discurs pertànyer a la comunitat LGBT, i que aquesta era per a ell «una increïble font de fortalesa». El 2018, Farrow i Lovett van comprar una casa de 1.87 milions USD a Los Angeles i el 2019 Farrow li va proposar matrimoni a Lovett en l'esborrany del seu llibre Catch and Kill.

## Publicacions

### Llibres
- War on Peace: The End of Diplomacy and the Decline of American Influence.  W. W. Norton & Company, Inc., 2018. ISBN 0393652106.
- Catch and Kill: Lies, Spies, and a Conspiracy to Protect Predators.  Little, Brown and Company, 2019. ISBN 0316454133. Farrow explica la seva experiència darrere de la investigació i publicació de la història d'assetjament sexual del productor Harvey Weinstein i mostra les relacions entre les persones influents en mitjans, firmes legals i política, que dificulten poderosament que històries com aquesta surtin a la llum. Narra les seves reunions amb empleats de NBC i com alguns ho instaven a parar, fins que la cadena va obstaculitzar la publicació de la història del tot. També recull presumptes conductes inadequades de directius de la cadena, inclòs el president de MSNBC, Phil Griffin, i suggereix que molts dels seus antics caps estaven en contacte directe amb Weinstein.[26]

### Reportatges notables
- Les 'Olimpíades del Genocidi'. 28 de març de 2007. co-escrit amb la seva mare Mia Farrow. The Wall Street Journal. —Sobre com la Xina va donar suport al govern del Sudan, causant de genocidis en aquest país.
- El meu pare, Woody Allen, i el perill de les preguntes sense preguntar (editorial). 11 de maig del 2016. Hollywood Reporter. —Farrow explica la seva història personal en el cas de les acusacions de la seva germana Dylan contra el seu pare Woody Allen i sobre com la premsa evita parlar o parla molt covardament sobre les acusacions sexuals contra importants figures.
- D'agressives insinuacions a assalt sexual: les acusadors de Harvey Weinstein expliquen les seves històries. 10 d'octubre del 2017. The New Yorker. —Tretze dones van dir haver estat agredides o assetjades sexualment pel productor Harvey Weinstein i 3 més van dir haver estat violades per ell.
- L'exèrcit d'espies de Harvey Weinstein. 6 de novembre del 2017. The New Yorker. —Sobre com Weinstein va contractar l'agència Black Cube, incloent exagents del Mossad, per seguir i investigar actrius i periodistes.
- Operatius israelians que van ajudar a Harvey Weinstein van recol·lectar informació sobre antigues autoritats de l'Administració Obama. 7 de maig del 2018. The New Yorker . —Es reporta que la mateixa companyia contractada per Weinstein també va reunir informació sobre autoritats de l'administració Obama implicades a l'Pla d'Acció Integral Conjunt, amb l'objectiu de desacreditar-les.[3]
- Quatre dones acusen el fiscal general d'abús físic. 7 de maig del 2018. Co-escriptora: Jane Mayer. The New Yorker . —Quatre dones involucrades romànticament amb el fiscal general dels Estats Units, Eric Schneiderman, ho van acusar d'agressions físiques. També afirma que Schneiderman abusava de l'alcohol i de medicaments. Schneiderman va renunciar tres hores després de publicada la història.[3]
- Mentre Leslie Moonves negocia la seva sortida de CBS, sis dones revelen nous reclams d'assalt i assetjament. 9 de setembre del 2018. The New Yorker . —Sis dones van acusar el CEO de CBS, Les Moonves, i una altra dotzena va denunciar abusos a la seva companyia.
- Com un centre de recerca d'una universitat elit va amagar la seva relació amb Jeffrey Epstein. 7 de setembre del 2019. The New Yorker . —Sobre com el MIT Media Lab va amagar la seva relació i les donacions fetes per l'agressor sexual convicte Jeffrey Epstein. Després de publicar-se la història el director del Media Lab, Joi Ito va renunciar i la Universitat va anunciar que contractaria una firma per fer una investigació.

## Crítiques
El març de 2020, Farrow i la seva germana Dylan Farrow van cridar "traïdora" a l'editorial Hachette per la seva intenció de publicar les memòries de Woody Allen, A propòsit de res. L'editorial és la mateixa que l'any anterior havia publicat el llibre de Farrow Catch and Kill. Farrow va dir que Hachette havia mostrat «una mancança d'ètica i compassió per les víctimes d'abús sexual». Després de ser cancel·lada la publicació del llibre per Hachette, una editorial de The New York Post va condemnar les accions de Farrow: «No importa com de profunda sigui la seva ràbia, és obscè per a un periodista caminar silenciant qualsevol. Ell clama anar en contra dels abusadors del poder, però acaba d'abusar flagrantment del seu».
El maig de 2020, el periodista del The New York Times, Ben Smith, va publicar per al diari: "És Ronan Farrow massa bo per ser veritat?". L'article va criticar la falta d'escrutini de Farrow per verificar els fets en alguns reportatges i al seu llibre Catch and Kill, i va dir que tenia un «enganyós» i «perillós» mètode de reportar que reemplaça els fets sòlids pel drama. Va escriure: «[Farrow] entrega narratives que són irresistiblement cinemàtiques —amb inobjectables herois i vilans— i sovint omet els complicats fets i inconvenients que les tornen menys dramàtiques». L'editor de The New Yorker, Michael Luo, va sortir en defensa de Farrow dient que Smith feia al seu article el mateix del que acusava Farrow: ometre detalls inconvenients a la narrativa que vol crear. També va dir que havia donat detalls a Smith que contradeien la seva narrativa i que no van ser inclosos a l'article. Farrow també va fer alguns pronunciaments per desmentir l'article, i va afegir: «el meu treball em defensa». Criticant l'article de Smith, Ashley Feinberg va escriure per a Slate : "És la columna de Ben Smith sobre Ronan Farrow massa bona per a ser veritat?".